# Andžievskij
Andžievskij (in russo Анджиевский?) è un insediamento di tipo urbano della Russia europea meridionale, situato nel distretto Mineralovodskij del Territorio di Stavropol'.
Il fiume Kuma scorre alla periferia settentrionale dell'insediamento che confina a sud- est con la città di Mineral'nye Vody e si trova 126 km a sud-est di Stavropol'.